# Georgios Alogoskoufis

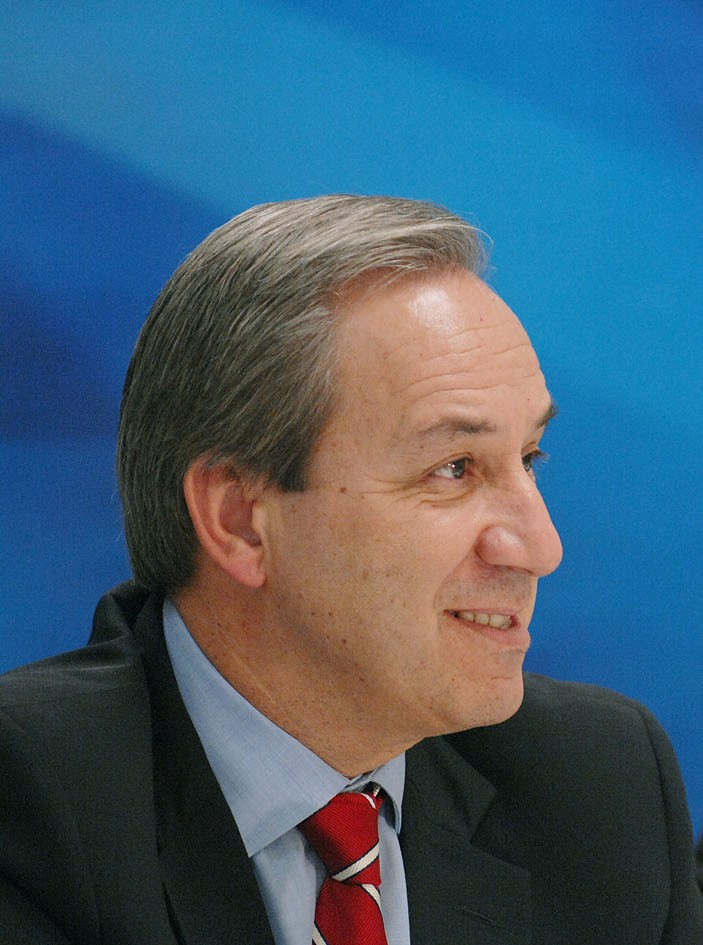
Georgios Alogoskoufis

Georgios Alogoskoufis (griechisch Γεώργιος Αλογοσκούφης, auch George Alogoskoufis; * 17. Oktober 1955 in Athen) ist ein griechischer Ökonom und Politiker der Nea Dimokratia.
Algoskoufis studierte an der London School of Economics, wo er 1981 promoviert wurde. Von 1984 bis 1992 lehrte er an der University of London (Birkbeck College). Seit 1990 lehrt er als Professor an der Wirtschaftsuniversität Athen.
Alogoskoufis war zwischen 1996 und 2009 Abgeordneter des griechischen Parlaments. Als 2004 Kostas Karamanlis zum Ministerpräsidenten Griechenlands gewählt wurde, berief er Alogoskoufis zum Minister für Wirtschaft und Finanzen, ein Amt, das er bis zum Januar 2009 begleitete.
Er ist verheiratet mit Dika Agapitidou und hat mit ihr drei Kinder.

## Schriften
- mit Lucas Papademos, Richard Portes (Hrsg.): External Constraints on Macroeconomic Policy: The European Experience. Cambridge University Press, Cambridge 1991, ISBN 0-521-40527-0.
- Η Κρίση της  Οικονομικής Πολιτικής. Κριτική και ΙΜΟΠ, Athen 1994.
- Unemployment: Choices for Europe (Monitoring European Integration. 5). Centre for Economic Policy Research, London 1995, ISBN 1-898128-14-6.
- mit Sofia Lazaretou: Η Δραχμή από το Φοίνικα στο Ευρώ. Αθηναϊκή Οικονομική και ΙΜΟΠ, Athen 2002.
- Η Ελλάδα μετά την κρίση Verleger Καστανιώτη. Athen 2009.